# Neon Muzeum
Neon Muzeum, także Muzeum Neonów – prywatna galeria-muzeum znajdująca się na warszawskiej Pradze-Południe,  działająca w formie spółki z ograniczoną odpowiedzialnością. Zajmuje się dokumentacją i ochroną polskich reklam świetlnych powstałych po II wojnie światowej. Jest pierwszym w Polsce i jednym z nielicznych muzeów neonów na świecie.
Otwarcie placówki nastąpiło 19 maja 2012 roku, w czasie Nocy Muzeów.

## Opis
Historia muzeum rozpoczęła się w 2005 roku gdy Ilona Karwińska uratowała przed zniszczeniem neon dawnego sklepu „Berlin” przy ul. Marszałkowskiej w Warszawie. W 2012 muzeum wprowadziło się do zabytkowej hali Zakładów Amunicyjnych „Pocisk” przy ul. Mińskiej 25, na terenie Soho Factory. 
W zbiorach muzeum znajduje się ok. 100 neonów z całej Polski. Większość pochodzi z lat 60. i 70. XX wieku. Najstarszym neonem jest prawdopodobnie neon pochodzący z dworca Warszawa Stadion. Do muzeum trafiły m.in. neony z restauracji „Szanghaj” i „Ambasador”, kawiarni „Jaś i Małgosia” oraz Spółdzielczego Domu Handlowego „Sezam”.
Dziewięć największych neonów m.in. GŁÓWNA KSIĘGARNIA TECHNICZNA, Jubiler, dworzec kolejowy CHODZIEŻ, KINO PRAHA i WARSZAWA WSCHODNIA jest rozmieszczonych na budynkach znajdujących się na terenie Soho Factory. Muzeum opiekuje się również kilkoma neonami na terenie Warszawy, m.in. Syrenką na ulicy Grójeckiej. 
W 2013 roku muzeum wraz ze spółką RWE było organizatorem konkursu „Neon dla Warszawy”.
W 2020 roku placówka została uznana przez czytelników brytyjskiego dziennika „The Guardian” za jedno z 12 najciekawszych miejskich muzeów w Europie.
W 2025 roku muzeum zmieniło siedzibę na Pałac Kultury i Nauki przy placu Defilad 1.